# Abronia reidi
Abronia reidi är en ödleart som beskrevs av  John E. Werler och SHANNON 1961. Abronia reidi ingår i släktet Abronia och familjen kopparödlor. Inga underarter finns listade i Catalogue of Life.
Denna ödla är endast känd från volcán San Martín i Mexiko. Exemplar hittades vid 1600 meter över havet. Regionen är täckt av molnskogar. Denna ödla klättrar i träd.
Regionen är en skyddszon men det pågår illegal skogsröjning. Populationens storlek är okänd. IUCN kategoriserar arten globalt som otillräckligt studerad.